# Katia Lewkowicz
Katia Lewkowicz, née le 26 mars 1973 dans le  16e arrondissement de Paris, est une actrice et réalisatrice franco-israélienne. 
Elle est membre du collectif 50/50 qui a pour but de promouvoir l’égalité des femmes et des hommes et la diversité dans le cinéma et l’audiovisuel,.

## Filmographie

### Actrice

#### Cinéma
- 1999 : Du bleu jusqu'en Amérique de Sarah Lévy : Voiture Voiture
- 2000 : Mortels de Samuel Jouy (court-métrage) : Dounia
- 2001 : Jeu de cons de Jean-Michel Verner : Louisa
- 2002 : Vivante de Sandrine Ray
- 2005 : Ma vie en l'air de Rémi Bezançon : Sandrine
- 2005 : La Maison de Nina de Richard Dembo : Eva
- 2006 : On va s'aimer d'Ivan Calbérac : Sophie
- 2006 : Prête-moi ta main d'Éric Lartigau : Carole
- 2006 : Madame Irma de Didier Bourdon et Yves Fajnberg : Madame Dupontavice
- 2006 : Le Serpent d'Éric Barbier : Maître Leroy
- 2008 : Secret défense de Philippe Haïm : Aline
- 2009 : Comme le temps passe de Cathy Verney (court métrage) : Carole
- 2010 : Le Siffleur de Philippe Lefebvre : l'avocate d'Armand
- 2011 : La guerre est déclarée de Valérie Donzelli : Jeanne
- 2012 : Les Infidèles, segment Lolita d'Éric Lartigau : la mère de Maxime
- 2012 : Main dans la main de Valérie Donzelli : Katia

#### Télévision
- 2008 : Revivre (mini-série) de Haim Bouzaglo : Angèle Meyer
- 2008-2011 : Hard (série télévisée) de Cathy Verney : Lucile

### Réalisatrice

#### Cinéma
- 2008 : C'est pour quand ? (court métrage)
- 2011 : Pourquoi tu pleures ?
- 2014 : Tiens-toi droite
- 2020 : Forte

#### Publicités
- 2017 : L'Amour l'amour (court-métrage / publicité Intermarché, groupe Les Mousquetaires)[5] avec Ava Baya et Thomas Silberstein
- 2017 : J’ai tant rêvé (court-métrage / publicité Intermarché, groupe Les Mousquetaires)[5]
- 2019 : C’est magnifique (court-métrage / publicité Intermarché, groupe Les Mousquetaires)[5]
- 2020 : L'Amour tout court avec Ava Baya et Thomas Silberstein (la suite de L'Amour, l'amour), Je désire être avec vous, Jusqu'à mon dernier souffle (courts-métrages / publicité Intermarché, groupe Les Mousquetaires)
- 2021 : Un endroit pour vivre, Papa (courts-métrages / publicité Intermarché, groupe Les Mousquetaires)
- 2022 : Magicien, La petite souris, Altitude, Aspirateur (courts-métrages / publicité Intermarché, groupe Les Mousquetaires)
- 2023 : La Vie ne devrait pas coûter aussi cher x 4, Ça s'éclaircit devant, Fruit, Merlu, Steak haché (courts-métrages / publicité Intermarché, groupe Les Mousquetaires)